# 竹崎駅
竹崎駅（たけさきえきえき）は、台湾嘉義県竹崎郷にある阿里山森林鉄路阿里山線の駅。

## 概要
標高は127メートル。駅舎は阿里山の檜を使った平屋の木造建築で、一部ホームは枕木を再利用している。機関車の方向転換を行うためのデルタ線が設置されている。開業当時は阿里山線の登坂起点としての重要拠点だったため、駅構内は7線の留置線が設けられ、蒸気機関車の長時間停泊に使われていた。1960年代にディーゼル化される以前は安全上の理由で阿里山行き列車は前方での牽引から後方での推進運転に切り替えるため、デルタ線を使っての方向転換や、平地用の18t級機関車と高地用の28t級機関車の付け替えを行っていた。
駅東側（阿里山方）に設けられたデルタ線は1912年開業当時、二万坪駅（当時は二万平駅）と並んで登坂運行上の重要拠点に設置されていたが、1920年に連結方向が固定されると重要度は低下した。しかし台糖南靖糖廠向けのサトウキビ畑が沿線に分布していたため、製糖の時季には当駅での積込みでデルタ線を使う南靖糖廠のサトウキビ列車で賑わった。

## 歴史
- 1910年10月1日 - 「竹頭崎駅」として開業[1]。
- 1920年10月1日 - 「竹崎駅」に改称[2]。
- 1952年 - 現在のデザインに改装。
- 2009年3月4日 - 駅舎が県指定古蹟に登録。

## 駅構造
相対式ホーム2面2線の地上駅。木造ホームは臨時用。

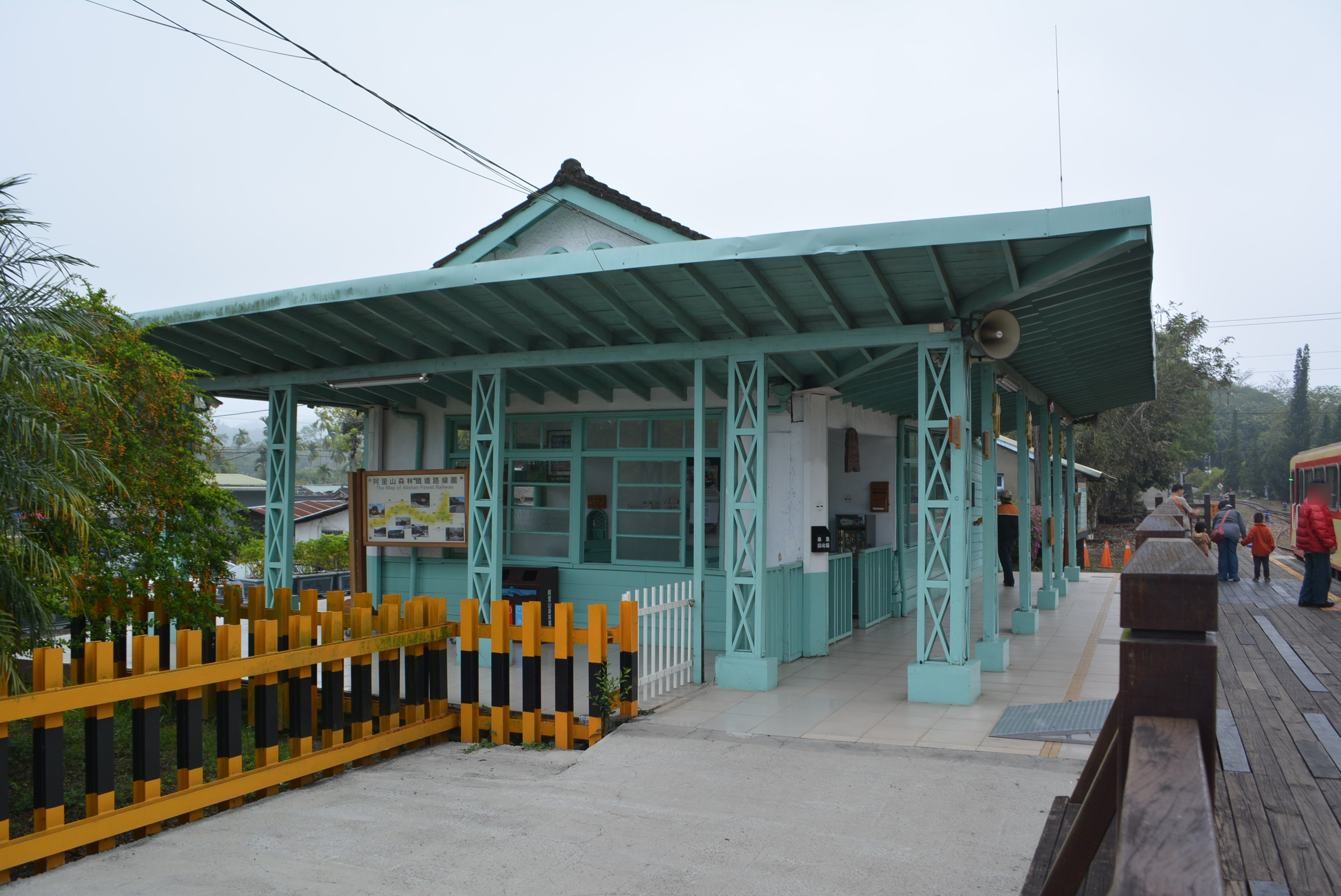
ホーム
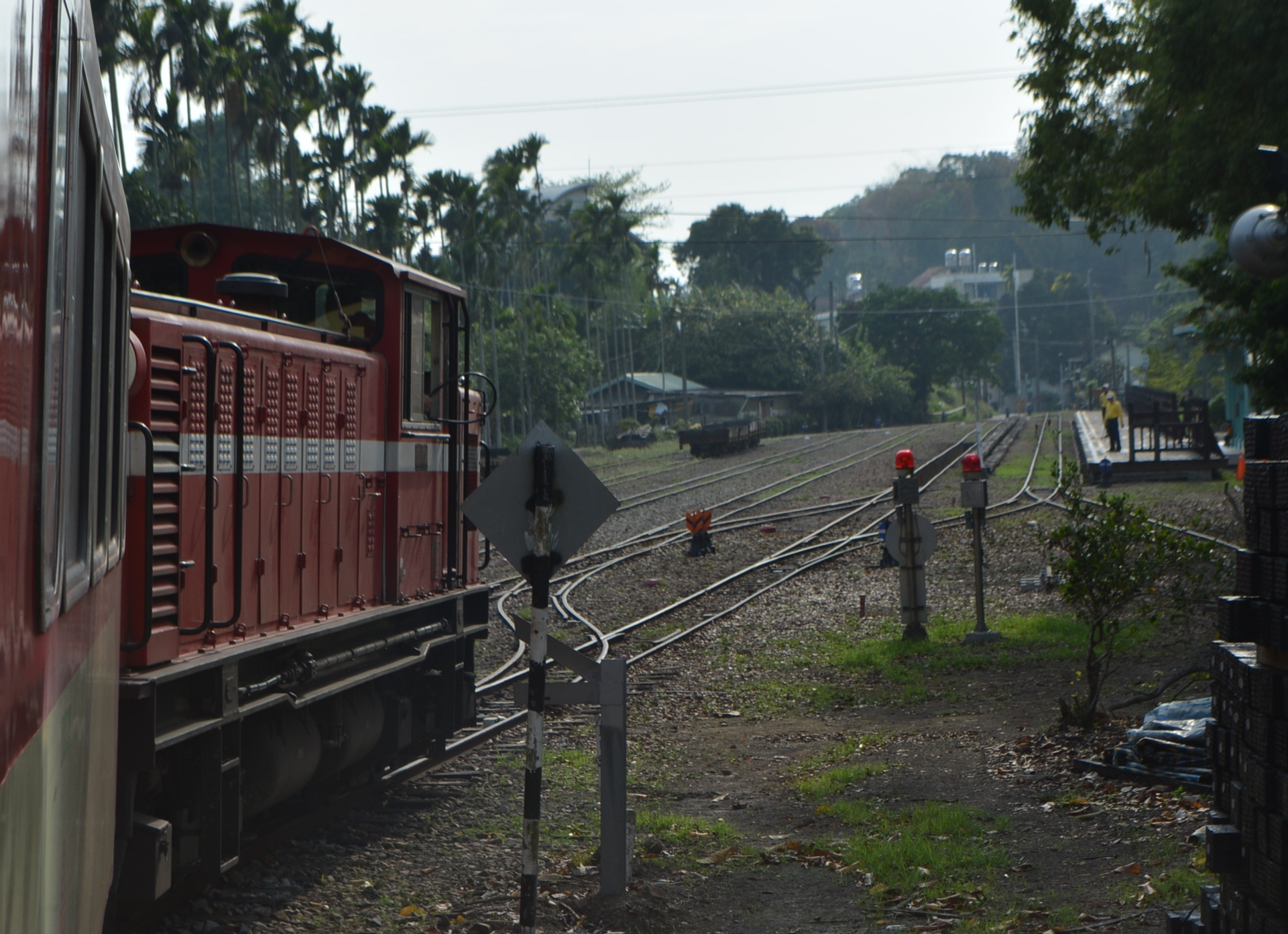
駅構内

## 駅周辺
- 牛稠渓（中国語版）
- 竹崎親水公園
- 牛稠渓橋（中国語版）
- 竹崎郷公所
- 嘉義県立竹崎高級中学（中国語版）
- 竹崎国小
- 竹崎郷農会
- 台3線
- 県道166号

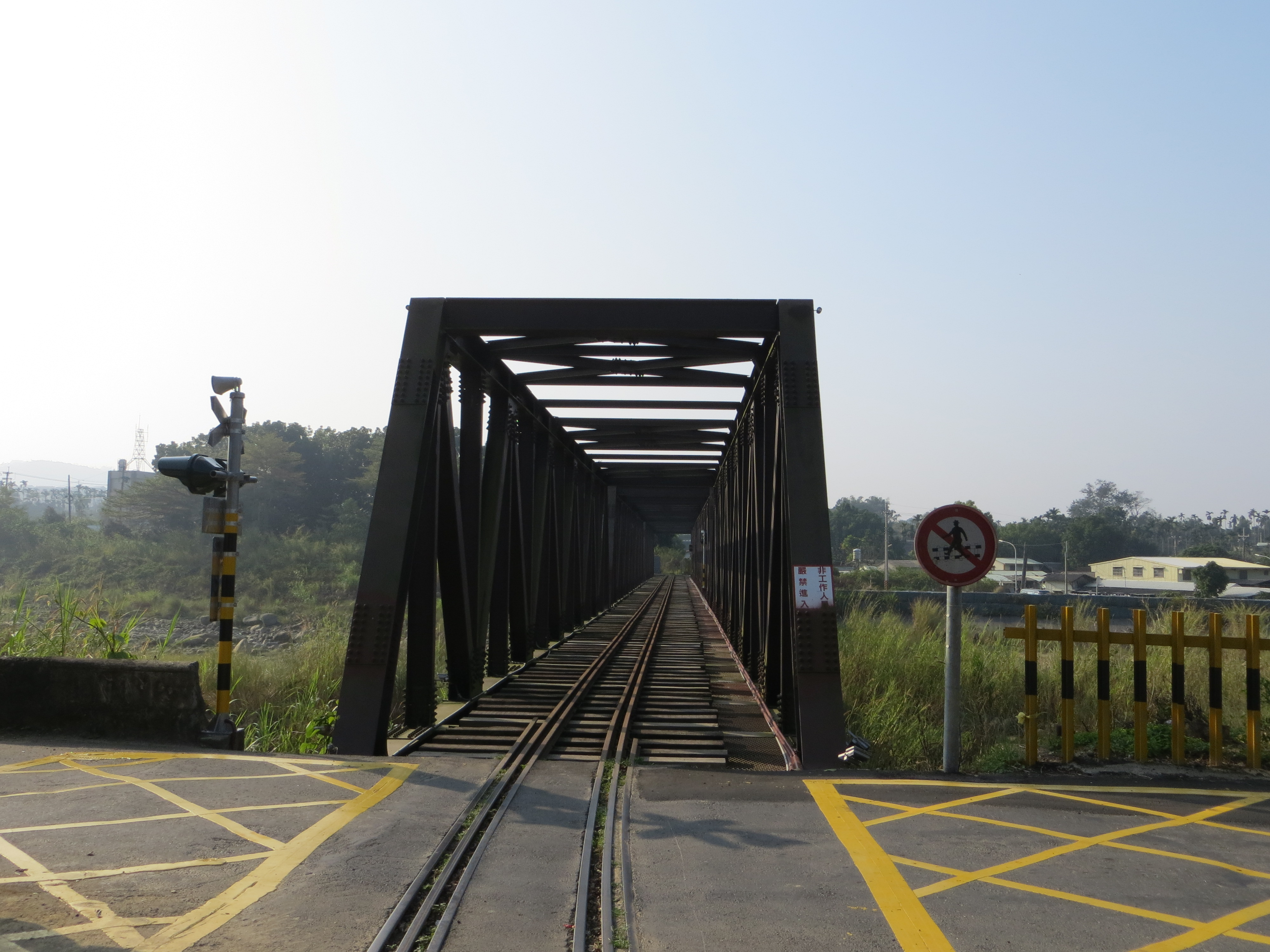
北側から見た牛稠溪橋
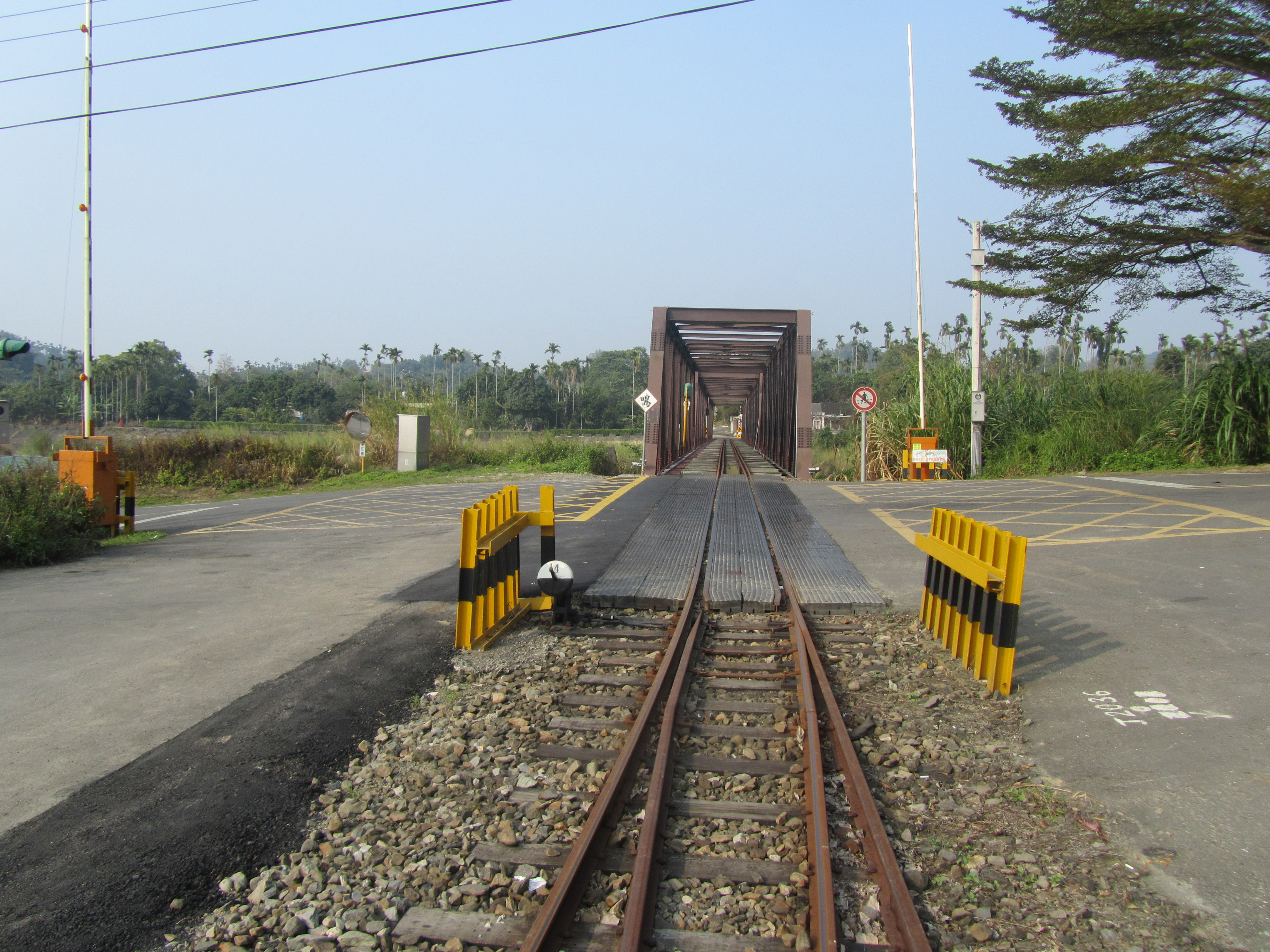
駅から見た牛稠溪橋。手前はデルタ線。
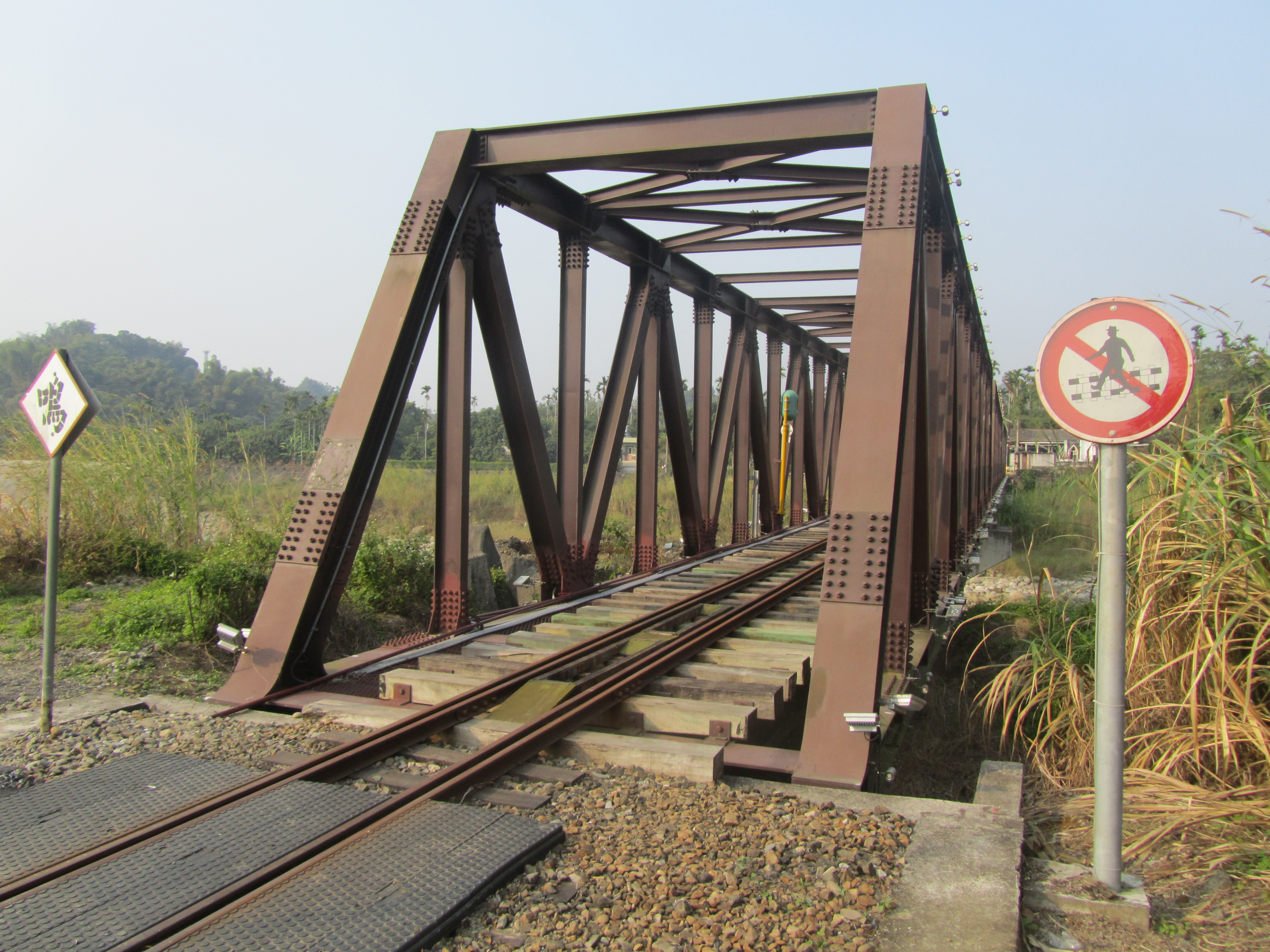
同左
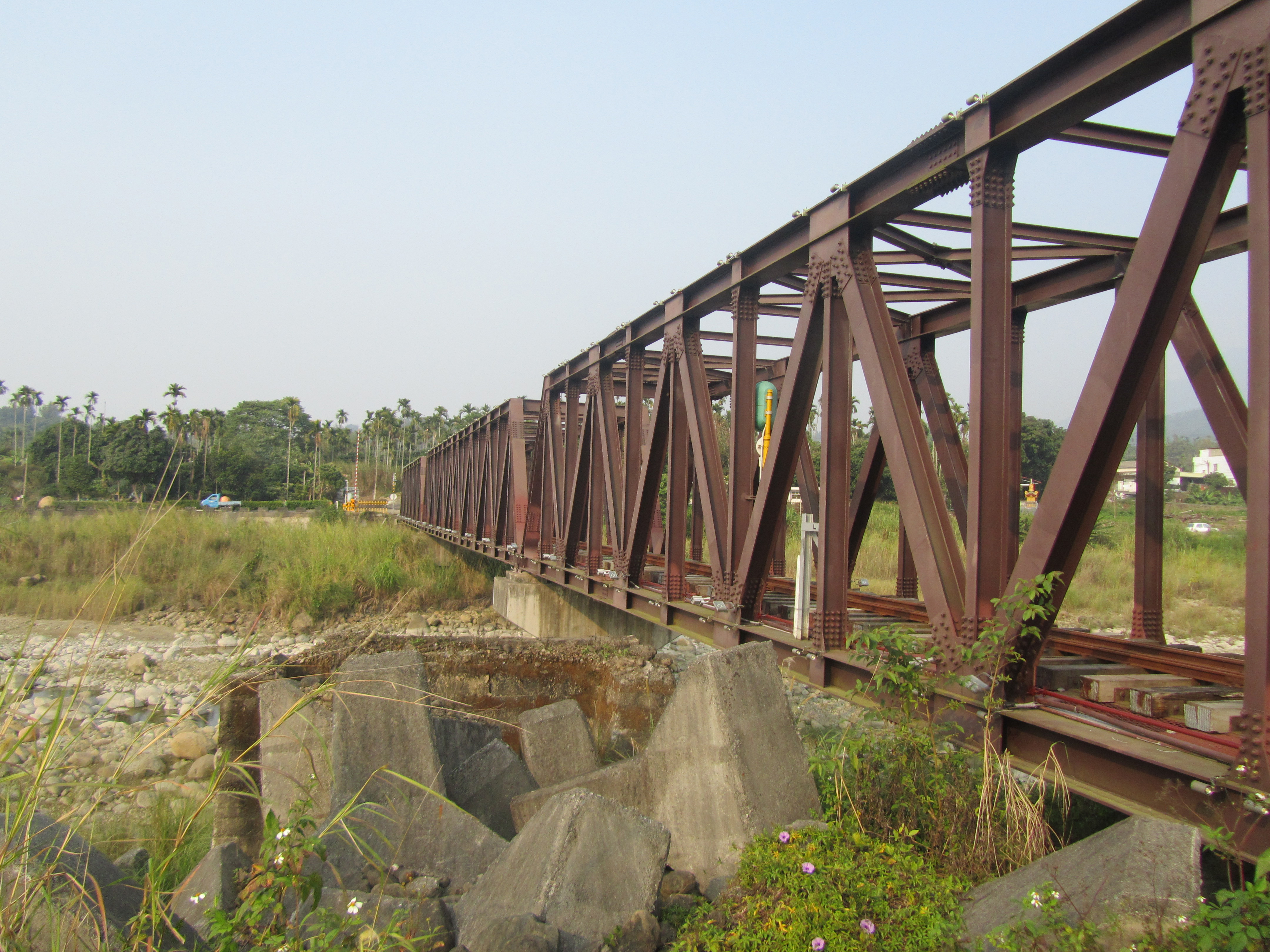
牛稠溪橋の橋桁。左に撤去された3代目鉄橋の痕跡がある

## バス
停留所は《竹崎火車站》
| 系統  | 事業者       | 行先                       | 備考                                   |
| ----- | ------------ | -------------------------- | -------------------------------------- |
| 7313  | 嘉義県公車処 | 嘉義駅前站 - 松脚 - 渓心寮 |                                        |
| 7321  | 嘉義県公車処 | 嘉義駅前站 - 松脚          | 一部竹崎高中、嘉義市学区まで延長運行。 |
| 7323B | 嘉義県公車処 | 嘉義駅前站 - 竹崎 - 梅山   | 竹崎高中は循環運行。                   |

## 隣の駅
阿里山森林鉄路
■阿里山線
鹿麻産駅 - 竹崎駅 - 木履寮駅